# Лузин, Сергей Васильевич
Сергей Васильевич Лузин (род. 21 февраля 1978, Частинский район, Пермский край) — российский самбист, чемпион и призёр чемпионатов России и Европы по спортивному и боевому самбо, бронзовый призёр чемпионата мира по самбо 2002 года, мастер спорта России международного класса. Выступал в легчайшей весовой категории (до 57 кг).

## Спортивные результаты
- Чемпионат России по самбо 2001 года — ;
- Чемпионат России по самбо 2002 года — ;
- Чемпионат России по боевому самбо 2008 года — ;
- Чемпионат России по боевому самбо 2009 года — .